# Nordsøen Forskerpark
Nordsøen Forskerpark er en selvejende institution i Hirtshals, der driver forskning, udvikling, rådgivning og formidling indenfor fiskeri og akvakultur. 
Forskerparken blev grundlagt som Nordsøcentret i 1979 og er opført med støtte fra EU's Regionalfond. Centret blev indviet i 1984 og rummer en række forskningsinstitutioner, bl.a. en afdeling af DTU Aqua og museet Nordsøen Oceanarium. 
Centrets protektor er Alexandra af Frederiksborg. 